# Synaphosus shirin
Synaphosus shirin Ovtsharenko, Levy & Platnick, 1994 è un ragno appartenente alla famiglia Gnaphosidae.

## Etimologia
Il nome della specie deriva dalla località iraniana di rinvenimento degli esemplari: Qasr-e Shirin.

## Caratteristiche
L'olotipo femminile rinvenuto ha lunghezza totale è di 3,70mm; la lunghezza del cefalotorace è di 1,44mm; e la larghezza è di 1,08mm.

## Distribuzione
La specie è stata reperita nell'Iran occidentale: l'olotipo femminile è stato rinvenuto nella cittadina di Qasr-e Shirin, nella regione di Kermanshah.

## Tassonomia
Al 2016 non sono note sottospecie e dal 1994 non sono stati esaminati nuovi esemplari.